# Sorède
Sorède (katalanisch Sureda) ist eine französische Gemeinde mit 3500 Einwohnern (Stand 1. Januar 2022) im Département Pyrénées-Orientales in der Region Okzitanien; sie gehört zum Arrondissement Céret und zum Kanton Vallespir-Albères. Der südöstlich im tief eingeschnittenen Tal des Massane gelegene Weiler Lavail wurde 1822 der Gemeinde Sorède angegliedert.

## Geographie
Sorède liegt am Fuß der Pyrenäen, wobei noch mehr als zwei Drittel des Gemeindegebietes Bergland sind. Drei Hügelketten schließen zwei Täler ein, die Vallée de La Fargue im Westen und die Vallée de Lavail im Osten. Höchster Gipfel ist der Pic Néoulos (Puig Neulos) mit 1257 Metern.

## Bevölkerungsentwicklung
- 1962: 1138
- 1968: 1164
- 1975: 1491
- 1982: 1896
- 1990: 2160
- 1999: 2704
- 2007: 2970

## Sehenswürdigkeiten
- Die Kirche Saint-Assiscle et Sainte-Victoire, erstmals 1052 erwähnt, im 14. Jahrhundert neu gebaut, in den 1730er Jahren ein dritter Bau.
- Kapelle Notre-Dame-du-Château (18. Jahrhundert)
- Ruinen des Château d’Ultère (8.–15. Jahrhundert)
- Kirche Saint-Martin de Lavall (9./10. Jahrhundert)
- Tal der Schildkröten[1]

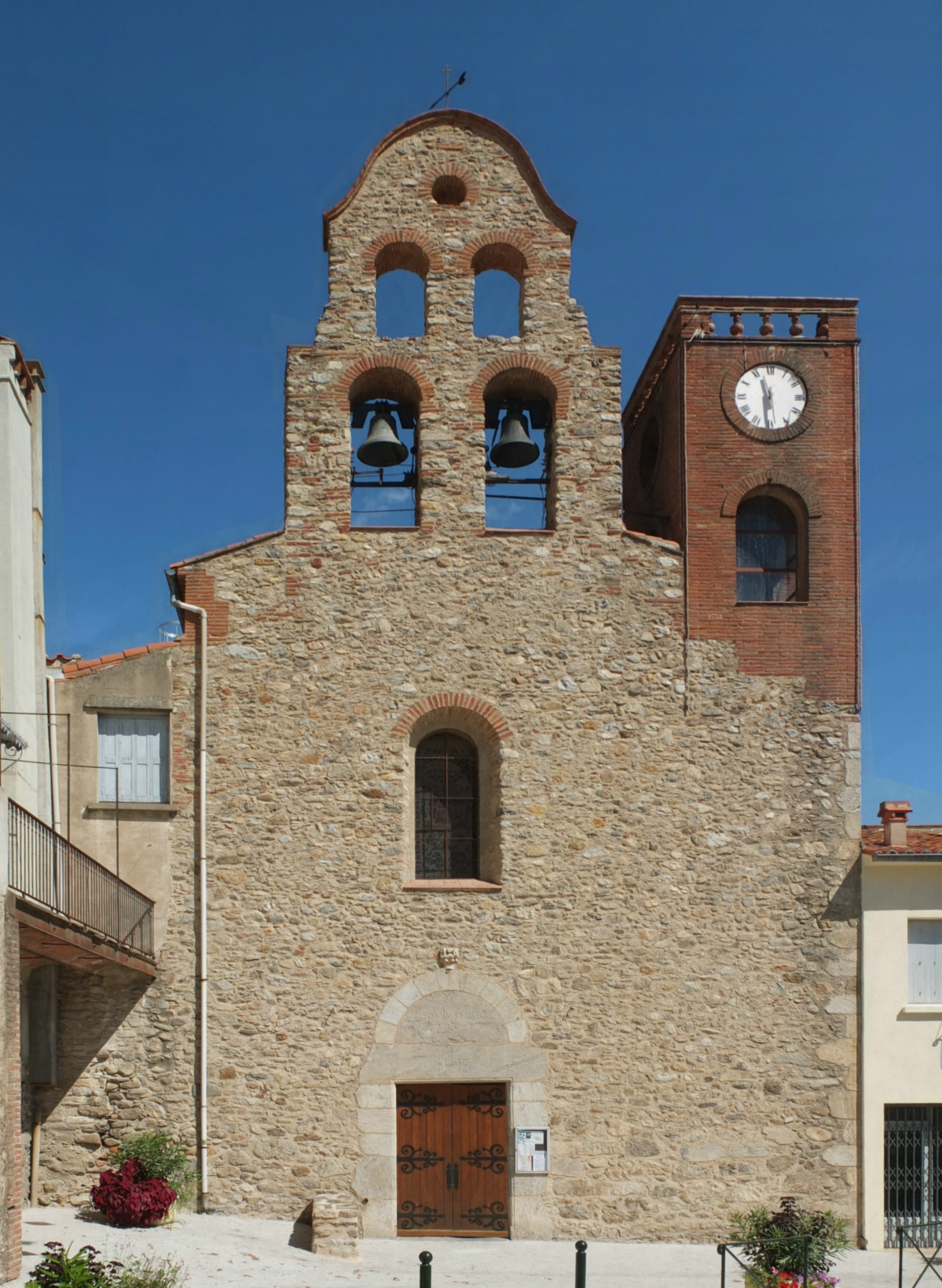
Pfarrkirche Saint-Assiscle et Sainte-Victoire
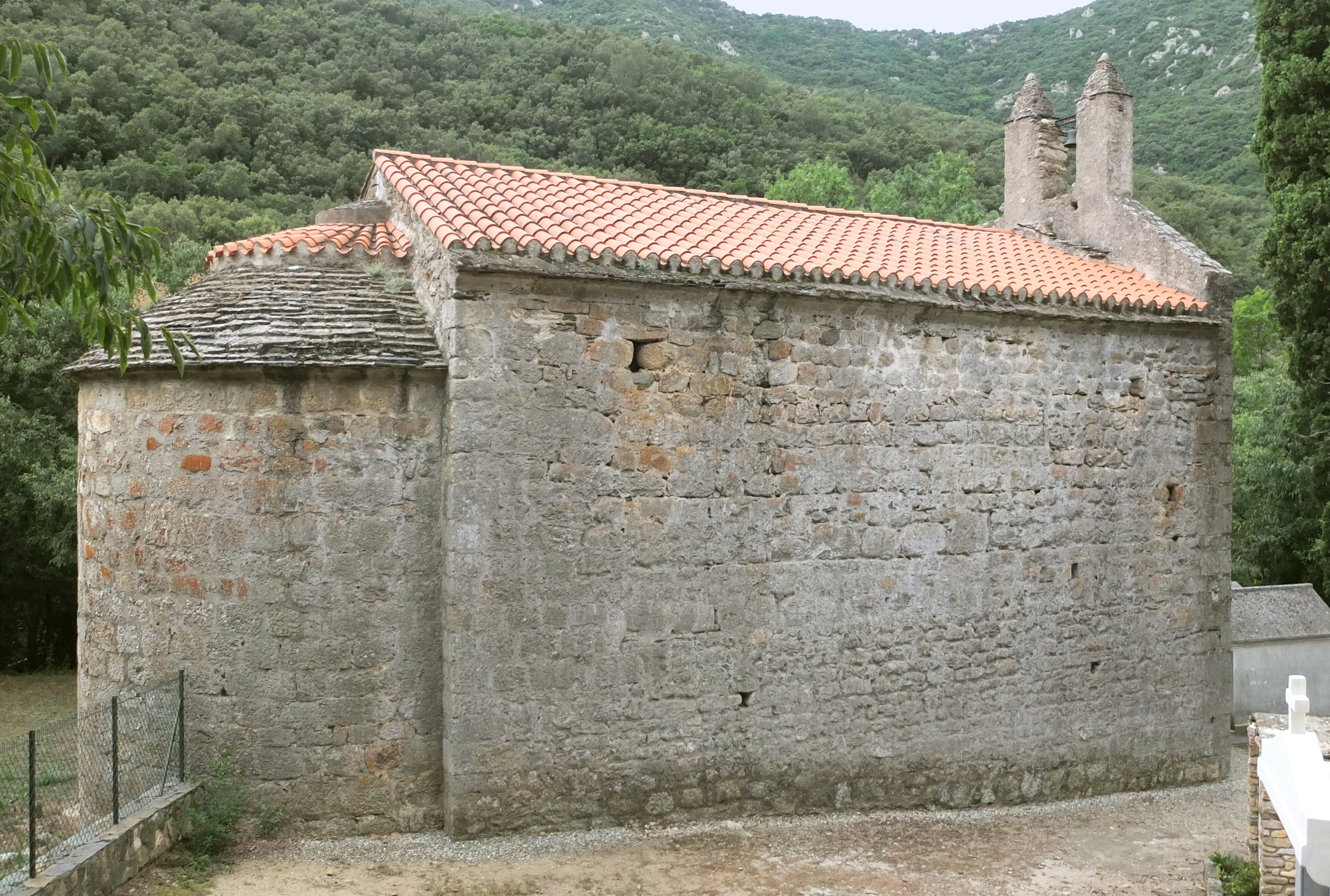
Romanische Kirche Saint-Martin de Lavall
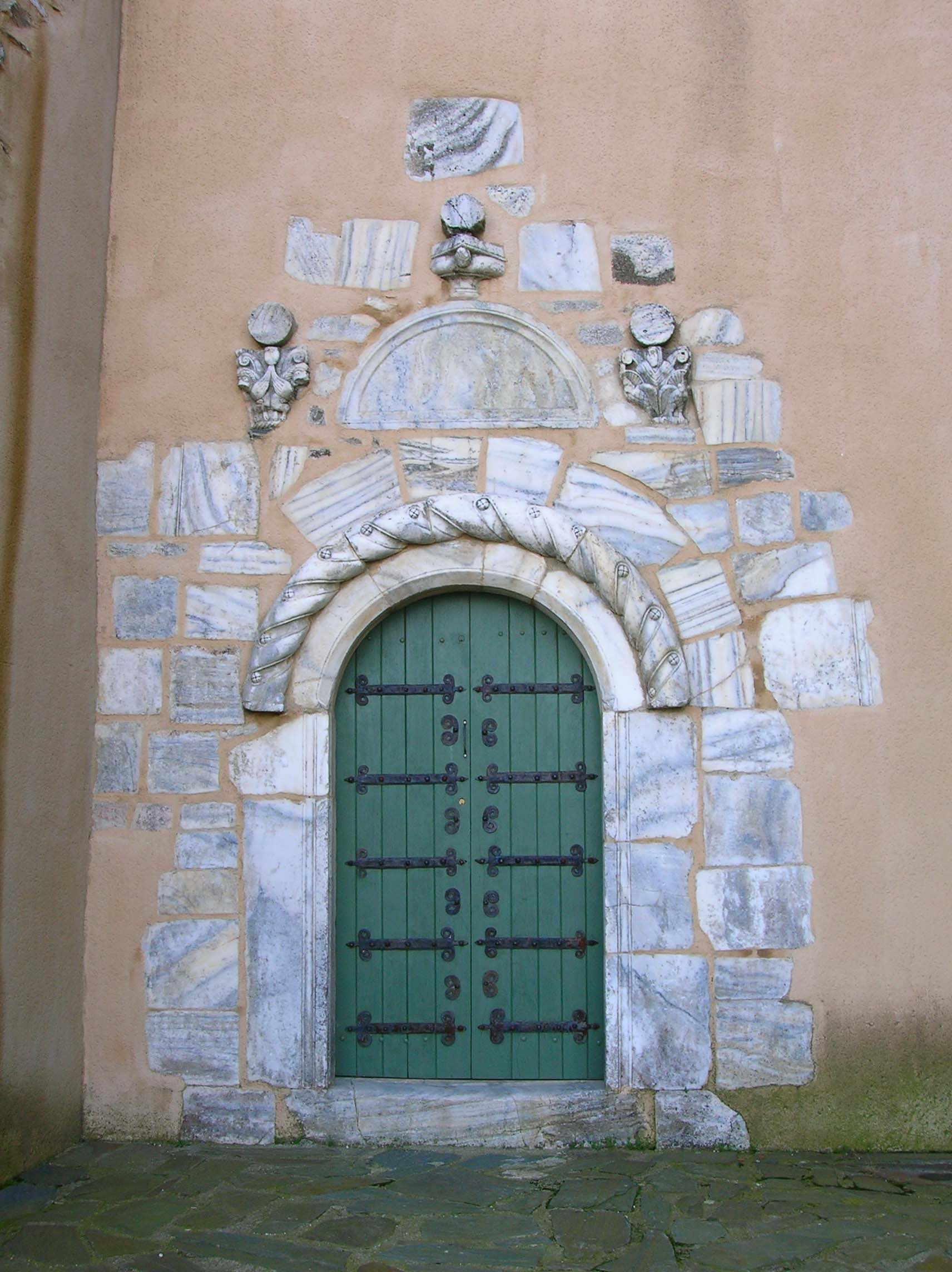
Portal der Kapelle von Notre-Dame du Château d'Ultrera